# شيطان الخلاء
شيطان الخلاء هو كائن خارق للعادة يعتقد في الأساطير بأنه موجود بدورة المياه، وأن له أثر سلبي على الإنسان الذي ينبغي عليه إتخاذ إجراءات دفاعية معينة، كترديد عبارات أو نصوص مقدسة لحماية نفسه من التأثير السلبي لشيطان الخلاء.

## تاريخ
أقدم مصدر لهذه الإسطورة هو نص مكتوب باللغة الحيثية. بينما تورد الأساطير البابلية تفصيلاً أكبر عن الأعتقاد حيث تسمي هذا الكائن الخيالي باسم شُلّاق. ويذكر هذا بألواح مسمارية عن تشخيص الأمراض حيث يذكر عدد من الأمراض التي تسببها يد الإله أو يد أحد الأرواح الشريرة. ويلاحظ هنا علاقة الاسم باليد ويذكرنا هذا باللفظ الموجود بالعراقية العامية للتعبير عن الصفع حيث يستخدم لفظ شُلّاق. وتقول الإسطورة البابلية بأن الشلاق سيضرب أحدهم حين يتغوط وهو ضعيف، وتسمى الضربة بالبابلية مَشًّتو mišittu أي مَسِّه ويلاحظ علاقته بالاعتقاد الشائع بمختلف الأقطار العربيّة عن المس الشيطاني أيضاً.

## في اليهودية والمسيحية
وجد الشُّلًّاق طريقه إلى التلمود البابلي، حيث يحدد التلمود البابلي، المشناه، ضرورة أن لا يضاجع الرجل إمرأته إلا بعد أن أنتظر وقتاً كافياً يماثل الوقت اللازم لمشي نصف ميل تلمودي ولذلك لأن شيطان الخلاء يكون معه طيلة ذلك الوقت وإن حملت إمرأته منه حينها سيصاب الوليد بالصرع. وهذا ما يرد بالترجمة العربية لمتن التلمود (المشناه) في القسم السادس والخاص بالطهاروت «الطهارات». ويوصف شيطان الخلاء بأنه روح نجسة غير طاهرة، بمفهومها التوراتي، وينسب لها أمراض مختلفة من ضمنها الصرع.

## في الإسلام والثقافة العربية
عموماً ترتبط دورات المياه والمراحيض بالنجاسة بمفهومها الإسلامي، ويرد في التراث الفقهي الحنبلي خصوصاً رأيان يبدوان من الوهلة الأولى بأنهما متعارضان، الأول يقول بعدم وجود شيطان بالمراحيض والآخر يقول به.

أولاً، يذكر فقهاء الدين الإسلامي، كالحنابلة، على أن لا وجود لشيطان الخلاء في العقيدة الإسلامية عند أهل الحديث. ويذكرون بأن لقبه وهو شيطان الوضوء واسمه وَلْهان، إنما جاءا بحديث ضعيف وهو الحديث الذي رواه الترمذي (رقم/57) وكالتالي: 
 عن أبي بن كعب رضي الله عنه، عن النبي صلى الله عليه وسلم قال: «إن للوضوء شيطانا يقال له: الولهان، فاتقوا وسواس الماء» رواه الترمذي، وابن ماجه، وقال الترمذي: هذا حديث غريب، وليس إسناده بالقوي عند أهل الحديث ; لأنا لا نعلم أحدا أسنده غير خارجة، وهو ليس بالقوي عند أصحابنا.
في المقابل، يروى عن أحمد بن حنبل بأنه كان «يقول إذا دخل الخلاء: أعوذ بالله من الخبث والخبائث، وما دخلت قط المتوضأ ولم أقلها إلا أصابني ما أكره». وبهذا يرتبط الأثر بالإسم السابق لهذا الشيطان، الولهان، بأنه يوسوس للمتوضئ كي ينسى وضوءه ولذا يسمى ببعض المصادر بشيطان الوضوء.
وبالنظر إلى اللغة العربية، نجد تفسيراً جزئياً لهذا التعارض سببه استخدام لفظ الخلاء بمعنيين. الأول بمعنى الأماكن خارج العمران، التي يعتقدون بكونها دياراً للشياطين، والثاني الخلاء بمعنى الحمام أي دورة المياه. ويذكر فقهاء أهل الحديث بأن لا شياطين بالخلاء أي دورات المياه وأن الأولى إغلاق أبوابها لنجاستها فقط، بينما تكثر في الخلاء، أي خارج العمران، ويوصون بأن يتعوذ الإنسان من الخبث والخبائث إن خرج إلى ما وراء العمران، أي الخلاء. وبهذا ما روى أنس «أن النبي صلى الله عليه وسلم كان إذا دخل الخلاء قال اللهم إني أعوذ بك من الخبث والخبائث؛ متفق عليه».
ومع هذا، وبعد هذا السرد الفقهي، إلا أن لشيطان الخلاء مكانته في الثقافة العربية العامة والشعوب المجاورة لها. ولعل هذه المعتقدات متداخلة لكون أصولها واحدة بشكلٍ أو آخر.